# Calle Infantes (Sevilla)
La calle Infantes es una vía pública de la ciudad española de Sevilla.

## Descripción
La vía nace en el punto en el que confluyen la calle Churruca y el callejón Amapola y discurre hasta llegar a Clavellinas. Aparece descrita en la Noticia histórica del origen de los nombres de las calles de esta ciudad de Sevilla (1839) de Félix González de León con las siguientes palabras:

Calle de los Infantes. Callejon es como se nombra, y no sé el origen de su nombre: fué calle con salida antes de labrarse el colegio de san Luis, hoy no la tiene. Está á la entrada del callejon de los Locos, en el cuartel D. y parroquia de san Juan de la Palma.
(González de León, 1839, p. 336)